# مديرية بيورا
مديرية بيورا (بالإنجليزية: Piura District)‏  هي المستوى الثالث من التقسيم الإداري في بيرو، تتبع مقاطعة بيورا، عاصمتها بيورا، تبلغ مساحتها 330.32 كيلومتر مربع.

## الموقع
تشترك في الحدود مع:
- Veintiséis de Octubre District [الإنجليزية]‏.